# Drückernuss

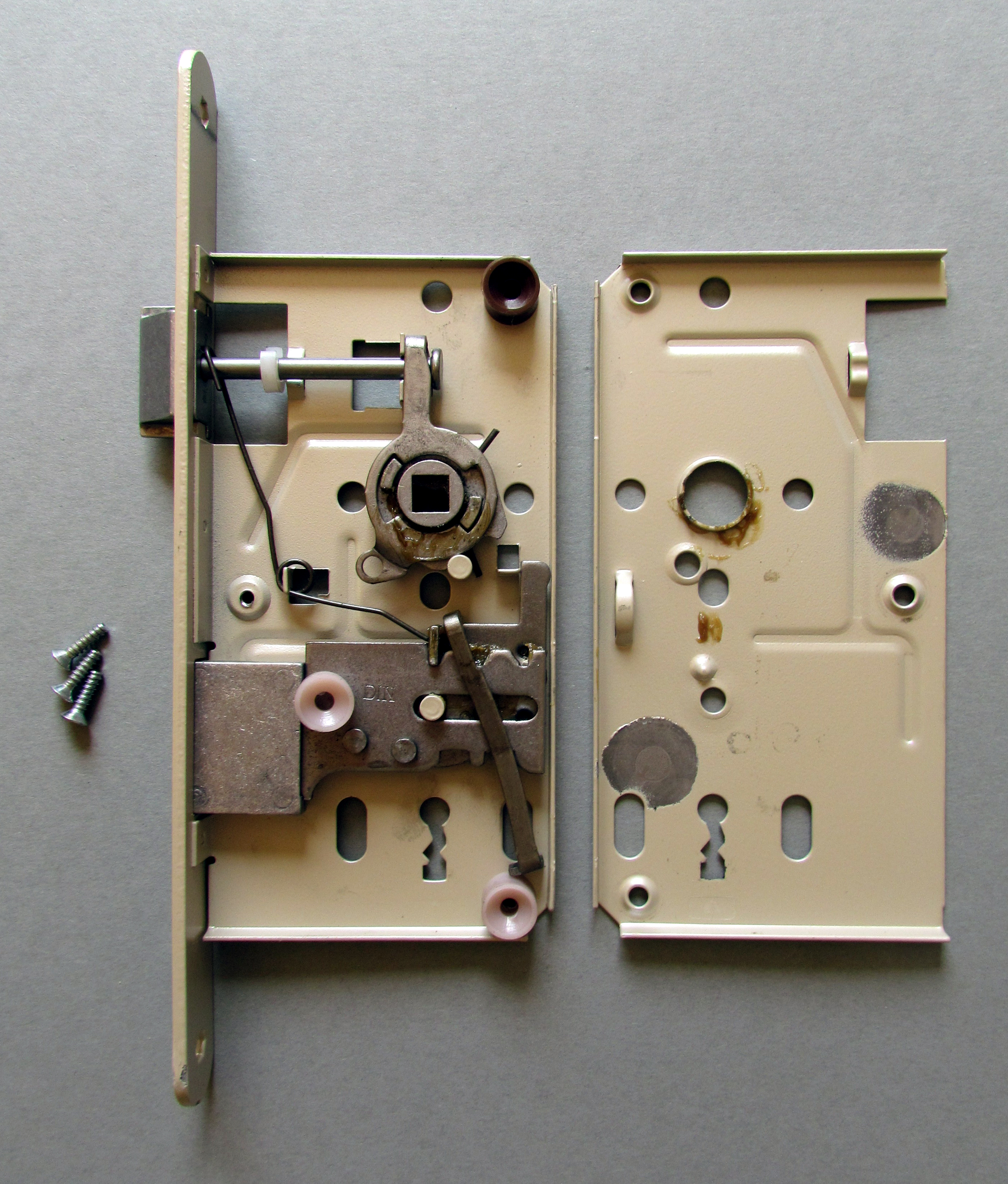
Innenansicht eines Einsteckschlosses: Die Nuss ist das runde Teil in der oberen Hälfte.

Eine Drückernuss oder Schlossnuss ist ein Bauelement von Schlössern. Im Bauwesen kommt sie hauptsächlich in Kasten- und Einsteckschlössern bei Raumtüren oder Toren zum Einsatz.
In die Schlossnuss ist eine Vierkantöffnung integriert, durch die ein Vierkant eingesteckt wird. Auf diesem Vierkant sitzt eine Türklinke oder ein beweglicher Türknauf (Drücker). Die Nuss überträgt die Drehung von dem Vierkant auf einen Hebel im Schloss, welcher die Türfalle zurückzieht, so dass sich die Tür öffnen lässt. Ein weiterer Hebel mit eingehängter Feder sorgt dafür, dass sich die Türfalle selbständig in die Ausgangsposition zurückbewegt. Bei Türen in stark frequentierten Gebäuden wie z. B. Schulen oder Universitäten sind die Schlossnüsse zur Verschleißminderung kugelgelagert.
Bei Panikschlössern mit beidseitigem Drücker kommt eine sogenannte „geteilte Nuss“ zum Einsatz. Hierbei hat jede Drückergarnitur (innen und außen) jeweils eine separate Vierkanthälfte, welche die Drehbewegung auf je eine Nuss überträgt. Im abgeschlossenen Zustand ist die äußere Nuss von der Türfalle entkoppelt, so dass über den äußeren Drücker die Tür nicht geöffnet werden kann. Der Drücker kann zwar herabgedrückt werden, das Schloss entriegelt aber nicht. Wohingegen der innere Drücker unabhängig vom Schließzustand der Tür immer in Funktion bleibt und sowohl den Schlossriegel als auch die Falle aus dem Rahmen zieht.
Im deutschen Bauwesen beschreiben eine Vielzahl von Normen die Anforderungen und Eigenschaften verschiedener Schlösser und Baubeschläge. So gibt die DIN EN 12209 zum Beispiel ein Mindestrückstellmoment der Nuss vor. Auch die Vierkantöffnung der Schlossnuss ist genormt. Die Seitenlänge des Vierkants beträgt zwischen 8 mm bei Zimmer- und 9 mm  bzw. 10 mm bei Außentüren.
Auch in Türschlössern von Automobilen werden Schlossnüsse verbaut. Besonders bei älteren Fahrzeugen ohne fernbedienbare Schließanlage wurden in die Schlossnüsse oft Schlossnussschalter integriert, die bestimmte Komfortfunktionen oder die Aktivierung und Deaktivierung der Alarmanlage steuern.